# Isidro Fainé Casas

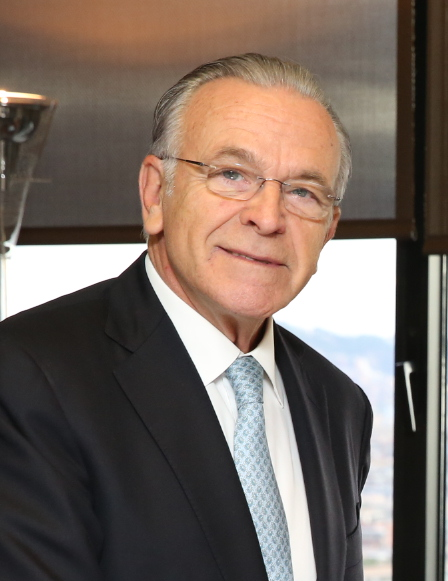
Isidro Fainé Casas in 2014

Isidro Fainé Casas (Manresa, 1942) is een Spaanse topman in het bedrijfsleven. Zijn naam wordt op verschillende manieren geschreven; Isidro, of Isidre, waarbij het laatste deel 'Casas', soms wordt weggelaten.
In 1962 richtte hij het bedrijf Casas op, dat zitmeubelen produceert voor thuis- en zakelijk gebruik. Hij heeft vele functies bekleed in het bedrijfsleven. Momenteel (2004) is hij vicevoorzitter van de raad van bestuur van het Spaanse telecommunicatie- en multimediabedrijf Telefonica. Tevens is hij lid van de Club van Rome.
Isidro Faine Casas is doctor in de economie.